# Klaus G. Förg
Klaus G. Förg (* 6. Juni 1952 in Rosenheim) ist ein deutscher Verleger des Rosenheimer Verlagshauses, Fotograf, freier Publizist und früherer Moderator im privaten Hörfunk.

## Leben
Förg ist Sohn des Verlegers Alfred Förg (1923–1994). Nach einem Geographie- und Sportstudium arbeitete er zunächst als Gymnasiallehrer. Anschließend war er als Produktmanager und Lektor in  Verlagen tätig. Von 1986 bis 2008 leitete er fünf Buchhandlungen im Rosenheimer Raum. Im Jahr 1993 übernahm er die Leitung des Rosenheimer Verlagshauses von seinem Vater und begann mit einer Umstrukturierung des Hauses. Mit den Reisebildbänden, teilweise von ihm selbst fotografiert, setzte er einen neuen Programmschwerpunkt.
Förg ist zudem als Fotograf und freier Publizist tätig. Bis 2017 moderierte er über 2000 Büchersendungen im privaten Hörfunk. Er unternahm Reisen nach Asien und Afrika, wo er mit seiner Kamera  Motive und Stimmungen einfing. Seine Foto-Ausstellungen waren in Berlin, Leipzig, Bangkok, Ichikawa, Wuppertal, Hannover, Offenbach, München, Rosenheim, Traunstein, Kaiserslautern, Zürich, Ingolstadt, Weimar, Sebnitz, Würzburg und Stuttgart zu sehen.

## Auszeichnungen
Im Oktober 2020 wurde ihm das Bundesverdienstkreuz für seine Dienste für die Vermittlung und die Repräsentation des bayerischen Heimatbegriffs verliehen.

## Veröffentlichungen (Auswahl)
- Dem Wahnsinn entkommen – Soldatenschicksale im Zweiten Weltkrieg, Rosenheim, Edition Förg, ISBN 978-3-96600-026-0, 2022
- Unglaubliches überstanden – Soldatenschicksale im Zweiten Weltkrieg, Rosenheim, Edition Förg, ISBN 978-3-96600-022-2, 2021
- Hinter rotem Stacheldraht – Ein Kriegsgefangener erzählt von seinem Schicksal, Rosenheim, Edition Förg, ISBN 978-3-966000-09-3, 2020
- Irgendwie überlebt – Soldatenschicksale im Zweiten Weltkrieg, Rosenheim, Edition Förg, ISBN 978-3-933708-95-3, 2019
- Westerndorf am Wasen, Rosenheim, Rosenheimer Verlagshaus, ISBN 978-3-933708-42-7, 2017
- Schloss Herrenchiemsee und die Fraueninsel, Rosenheim, Rosenheimer Verlagshaus, ISBN 978-3-475-54556-6, 4. überarbeitete und erweiterte Auflage, 2016
- Wunderbares Rosenheimer Land 2015 (Kalender), Rosenheim, Rosenheimer Verlagshaus, ISBN 978-3-933708-40-3, 2014
- Traumreise durch Thailand, Rosenheim, Rosenheimer Verlagshaus, ISBN 978-3-475-54203-9, 2013
- Schloss Nymphenburg, Rosenheim, Rosenheimer Verlagshaus, ISBN 978-3-475-53270-2, 2. überarbeitete Auflage, 2012
- Berlin, Rosenheim, Rosenheimer Verlagshaus, ISBN 978-3-475-54136-0, 2. veränderte Auflage, 2012
- Schlösser im Landkreis Rosenheim 2012 (Kalender)
- Rosenheim, Rosenheim, Edition Förg, ISBN 978-3-933708-34-2, 2010
- Gardasee, Rosenheim, Rosenheimer Verlagshaus, ISBN 978-3-475-54008-0, 2009
- Neuschwanstein und Hohenschwangau, Rosenheim, Rosenheimer Verlagshaus, ISBN 978-3-475-53418-8, 2. Auflage, 2009
- Traumreise durch Namibia, Rosenheim, Rosenheimer Verlagshaus, ISBN 978-3-475-53941-1, 2. Auflage, 2008
- Harmonie, Rosenheim, Rosenheimer Verlagshaus, ISBN 978-3-475-53971-8, 2008
- Herrliches Rosenheimer Land, Rosenheim, Edition Förg, ISBN 978-3-933708-32-8, 2. Auflage, 2008
- Innere Ruhe, Rosenheim, Rosenheimer Verlagshaus, ISBN 978-3-475-53836-0, 2007
- Heitere Gelassenheit, Rosenheim, Rosenheimer Verlagshaus, ISBN 978-3-475-53799-8, 2006
- Lanzarote, Rosenheim, Rosenheimer Verlagshaus, ISBN 978-3-475-53599-4, 2005
- Himba, Rosenheim, Rosenheimer Verlagshaus, ISBN 978-3-475-53572-7, 2004
- Mangfalltal, Rosenheim, Edition Förg, ISBN 978-3-933708-06-9, 3. Auflage, 2004
- Landshuter Hochzeit, Rosenheim, Rosenheimer Verlagshaus, ISBN 978-3-475-53271-9, 2002
- Peloponnes, Rosenheim, Rosenheimer Verlagshaus, ISBN 978-3-475-52802-6, 1995

## Geschenkbücher mit Fotografien von Klaus G. Förg
- Erich Jooß, Die Weisheit des heiligen Franziskus, Rosenheim, Rosenheimer Verlagshaus, ISBN 978-3-475-54219-0, 2. überarbeitete Auflage, 2013
- Erich Jooß, Gegrüßet seist Du Maria, Rosenheim, Rosenheimer Verlagshaus, ISBN 978-3-475-53842-1, 2007
- Martha Schad, Romanzen auf der Roseninsel, Rosenheim, Rosenheimer Verlagshaus, ISBN 978-3-475-53651-9, 2. Auflage, 2007
- Erich Jooß, Die Weisheit der Schutzheiligen, Rosenheim, Rosenheimer Verlagshaus, ISBN 978-3-475-53654-0, 2005
- Georg Weindl, Die besten Wirtshäuser im Rosenheimer Land, Rosenheim, Edition Förg, ISBN 978-3-933708-18-2, 3. Auflage, 2005
- Theodor Glaser, Weihnachtskrippen, Rosenheim, Rosenheimer Verlagshaus, ISBN 978-3-475-53573-4, 2004
- Felix Leibrock, Ich schenk dir Vertrauen, Rosenheim, Rosenheimer Verlagshaus, ISBN 978-3-475-53328-0, 2002
- Walter Flemmer, Glückstage, Rosenheim, Rosenheimer Verlagshaus, ISBN 978-3-475-52973-3, 1999

## Internationale Übersetzungen
- Klaus G. Förg, Z válečných polí Evropy do ruského zajetí, Líbeznice, Vydavatelství VÍKEND, ISBN 978-8-074-33352-1, 2022
- Klaus G. Förg, Za rudým ostnatým drátem, Líbeznice, Vydavatelství VÍKEND, ISBN 978-80-7433-325-5, 2021
- Klaus G. Förg, I somehow survived, Barnsley, Greenhill Books, ISBN 978-3-475-54219-0, 2020